# Nossegem
Nossegem ou Nosseghem, en français est une section et un village de la commune belge de Zaventem situés en Région flamande dans la province du Brabant flamand. C'était une commune à part entière avant la fusion des communes de 1977.
Le village est situé juste au sud-est de l’aéroport de Bruxelles et dispose d’une gare ferroviaire.

## Démographie

### Évolution démographique
- Sources : INS, Rem. : 1831 jusqu'en 1970 = recensements, 1976 = nombre d'habitants au 31 décembre[4].